# Collection Bleek
Pour les articles homonymes, voir Bleek.
La Collection Bleek rassemble les carnets de notes du Dr Wilhelm Heinrich Immanuel Bleek (1827-1875), de sa belle-sœur Lucy Lloyd (1834-1914), de sa fille Dorothea Bleek (1873-1948) et de George William Stow (1822-1882), qui ont trait aux recherches qu'ils ont menées sur la langue et le folklore san (bochimans). La Collection Bleek inclut également des albums de photographies et des reproductions d'art rupestre dessinées par George Stow.

## Présentation
L'essentiel de la collection est constitué par les carnets dans lesquels Bleek et Lloyd ont consigné leurs observations sur la langue et la mythologie des Xam, une société de chasseurs-cueilleurs maintenant disparue et qui faisait partie du groupe des Bochimans du sud, ou San. Ces carnets comptent plus de 12 000 pages. On y trouve des mots ou des récits xam, avec leur traduction anglaise. Ces documents donnent un aperçu précieux et exceptionnel sur la langue, la vie quotidienne, la religion, la mythologie, le folklore et les récits de cette population du dernier âge de la pierre.
La collection Bleek est conservée à la bibliothèque de l'Université du Cap (South African Library) au  Cap en Afrique du Sud. Depuis 1997 elle est classée sur la Liste Mémoire du monde de l'Unesco.
Les carnets de notes et dessins de la collection Bleek ont été numérisés et sont disponibles sur le site The Digital Bleek & Lloyd.